# Corquín
Corquín es un municipio del departamento de Copán en la República de Honduras.
El Escudo de Corquín, Copán
En junio de 1997, importantes personalidades de Plan Internacional o Plan en Honduras lllegaron a Corquin a supervisar la realización de los proyectos comunales que ese organismo estaba desarrollando en apoyo a la municipalidad.
El alcalde Municipal de ese momento era el profesor Jorge Enrique López y yo, (Germán Humberto Reyes), era el secretario municipal. Jorge López, fue un alcalde muy dinámico y quizás el que más desarrollo le ha dado a ese municipio en los últimos tiempos.
Gracias a sus gestiones y el trabajo coordinado con los patronatos de desarrollo comunal, en su momento se lograron proyectos importantes en educación, salud  e infraestructura, patrocinados por Plan en Honduras.
Y previo a la visita de los funcionarios de Plan, López me comentó que le gustaría agradar a los funcionarios de esa entidad, con un recuerdo significativo del municipio, pero que se le ocurría nada.
Y después de pensar un poco yo le recomendé hacer el escudo de Corquin y mandarlo a bordar en el taller de doña Chabelita Handal.
A López le gustó la idea y me encomendó hacer el diseño con base en los recursos con que cuenta esa hermosa ciudad, bien llamada, La Perla de Occidente.
Es así como se me ocurrió que en el escudo no podía faltar la torre del reloj, un icono importante en la ciudad, la representación de sus ríos y quebradas, Julalgua, Jopopo, Aruco, San Francisco y demás fuentes de agua importantes para la población.
De igual manera, no podía faltar la reprentacion de los cafetales ni las herramientas utilizadas en los diferentes trabajos que realizan los pobladores del municipio.
También fue la oportunidad para el resurgimiento de la leyenda, La Perla de Occidente, una frase que pasaba desapercibida entre la población.
El escudo también hace referencia a la fecha en qué fue fundado como municipio. La iglesia católica conmemora el 24 de junio en honor a San Juan Bautista, santo patrón del pueblo.
Finalmente, le presenté el diseño al Alcalde y él a la Corporación Municipal y todos aprobaron el proyecto, que se le envió al taller de doña Chabelita, dónde bordaron cinco copias de un tamaño aproximado de 15 x 20 pulgada y una de más menos 30 pulgadas de ancho por 45 de alto.
A los representantes de Plan Internacional,  el alcalde López, en representación de la Corporación Municipal les entregó una de las copias pequeñas, enmarcada y con vidrio.
Posteriormente, la Corporación Municipal aprobó que ese escudo fuera impreso en toda la papelería oficial de la municipalidad.

## Toponimia
Corquín, en lengua tolteca significa "Entre Ríos", llamado así por su situación geográfica al estar entre los ríos Julalgua y Aruco.

## Límites
| Orientación | Límite                                 |
| ----------- | -------------------------------------- |
| Norte       | Municipio de San Pedro, Copán          |
| Norte       | Municipio de La Unión, Copán           |
| Sur         | Municipio de Sensenti, Ocotepeque      |
| Sur         | Municipio de Belén Gualcho, Ocotepeque |
| Este        | Municipio de Gracias, Lempira          |
| Oeste       | Municipio de Lucerna, Ocotepeque       |

## Clima
El clima del municipio se encuentra entre los 12º en invierno y 30° en verano.

## Historia
Los primeros pobladores de Corquín fueron descendientes de los Nahoas o Toltecas que se radicaron a la orilla de Río Jopopo, luego se establecieron en las márgenes del Río Julalgua y por último en los terrenos entre Río Julalgua y la Quebrada de San Francisco a finales del siglo XVII, en este último sitio se encuentra el actual poblado, era una pequeña aldea que en el recuento de población de 1791 formaba parte del Curato de Sensenti.
En sus archivos se encuentran documentos que indican que fue elevado a la categoría de Municipio en 1824 bajo la administración del General Manuel José Arce y Fagoaga presidente federal centroamericano, el primer Alcalde municipal recayó en el ciudadano Victoriano Fuentes.
Corquín, ya en la División Política de 1889 era un Municipio del Círculo Cucuyagua; está situado en el ángulo que forma el Departamento de Ocotepeque con el de Gracias.
El 11 de marzo de 1926, según Decreto n.º 69, el Congreso Nacional eleva a la categoría de ciudad a la población de Corquín del Departamento de Copán.

## División Política
Aldeas: 9 (2013)
Caseríos: 84 (2013)
| Código | Aldea                                   |
| ------ | --------------------------------------- |
| 040501 | Corquín (ciudad cabecera del municipio) |
| 040502 | Agua Caliente                           |
| 040503 | Boca del Monte                          |
| 040504 | Capucas                                 |
| 040505 | El Carrizal                             |
| 040506 | Gualme                                  |
| 040507 | Jimilile                                |
| 040508 | Las Casitas                             |
| 040509 | Potrerillos                             |

## Economía
- La siembra del árbol de café el cual su producto es de los mejores de la zona occidental hondureña; la ganadería y la agricultura.

En la historia económica del Municipio quedan registradas las actividades comerciales y cooperativistas de los emprendedores ciudadanos corquinenses; en 1968 fue fundada la "Cooperativa de ahorro, Corquín LTDA", seguidamente en 1969 apareció la "Cooperativa cafetalera El Esfuerzo LTDA"; la "Cooperativa Mixta Corquín Limitada"(COMIXCOL), tuvo problemas económicos que desembocaron en demandas judiciales, por otra parte la "Cooperativa de Transporte Corquín LTDA" (COTRACOL) cuya base de actividad es el transporte interurbano entre la cabecera departamental Santa Rosa de Copán y el municipio y viceversa, es ejemplo de la buena gerencia administrativa.